# اچ‌ام‌اس الیوستریوس (۱۸۹۶)
اچ‌ام‌اس الیوستریوس (۱۸۹۶) (به انگلیسی: HMS Illustrious (1896)) یک کشتی بود که طول آن ۳۹۰ فوت (۱۲۰ متر) بود. این کشتی در سال ۱۸۹۶ ساخته شد.